# Gyűrűsszemű légykapó
A gyűrűsszemű légykapó (Melaenornis fischeri)  a madarak osztályának verébalakúak (Passeriformes) rendjébe és a légykapófélék (Muscicapidae) családjába tartozó faj.

## Rendszerezése
A fajt Anton Reichenow írta le 1884-ben, a Dioptrornis nembe Dioptrornis Fischeri néven. Egyes szervezetek jelenleg is ide sorolják.

## Alfajai
- Melaenornis fischeri fischeri Reichenow, 1884
- Melaenornis fischeri semicinctus Hartert, 1916
- Melaenornis fischeri toruensis (Hartert, 1900)
- Melaenornis fischeri nyikensis (Shelley, 1899)

## Előfordulása
Afrikában, Burundi, Dél-Szudán, a Kongói Demokratikus Köztársaság, Kenya, Malawi, Ruanda, Szudán, Tanzánia, Uganda és Zambia területén honos.
Természetes élőhelyei a szubtrópusi és trópusi hegyi esőerdők, lombhullató erdők és szavannák, valamint vidéki kertek. Állandó, nem vonuló faj.

## Megjelenése
Testhossza 15 centiméter, testtömege 16–33 gramm. Fehér szemgyűrűt visel.
|  |

## Életmódja
Rovarokkal táplálkozik, melyet egyedül vagy párban keresgél.

## Természetvédelmi helyzete
Az elterjedési területe nagyon nagy, egyedszáma pedig stabil. A Természetvédelmi Világszövetség Vörös listáján nem fenyegetett fajként szerepel.